# Maximiliano Garafulic
Maximiliano Garafulic Alfred (Antofagasta, 6 de agosto de 1938 – Antofagasta, 23 de noviembre de 2007) fue un jugador de baloncesto chileno. Compitió con la selección chilena en los Juegos Olímpicos de Melbourne 1956.

## Biografía
Garafulic destacó desde joven en el mundo del baloncesto en el Club Sokol de Antofagasta, donde su padre fue presidente del club entre 1940 y 1941. Con 17 años, ya fue seleccionado para el Sudamericano de Cúcuta, Colombia, en 1955. En 1956, fue fichado por el Nacional de Chuquicamata y destacó tanto que ya fue llamado a formar parte de la selección que participó en los Juegos Olímpicos de Melbourne, Australia, en 1956.
A partir de aquí, Garafulic defendió los colores de la Universidad de Concepción, institución donde realizó los estudios de odontología. En 1959, consiguió uno de sus mayores éxitos al colgarse el bronce en el Mundial de Baloncesto realizado en su país.